# Президент КНДР
Должность Президента Корейской Народно-Демократической Республики была учреждена Конституцией КНДР 1972 года. В этом же году её занял Ким Ир Сен, уже являвшийся до этого фактическим главой КНДР, занимая посты премьер-министра КНДР и Генерального Секретаря Трудовой партии Кореи. Ким Ир Сен был избран на данную должность Верховным народным собранием. Ким Ир Сен занимал данную должность вплоть до своей смерти в 1994 году, после чего в 1998 году должность была упразднена.

## Полномочия
Согласно Конституции КНДР 1972 года:
- Президент Корейской Народно-Демократической Республики являлся главой государства и представлял КНДР[1].
- Срок полномочий Президента КНДР был равен сроку полномочий Верховного Народного Собрания[2].
- Президент КНДР нёс следующие обязанности и был наделён полномочиями[3]:

- - руководил работой Центрального Народного Комитета;
  - по необходимости созывал заседание Административного совета и руководил им;
  - публиковал за своей подписью законы Верховного Народного Собрания, постановления Постоянного совета Верховного Народного Собрания, важные указы и постановления Центрального Народного Комитета;
  - осуществлял право помилования;
  - ратифицировал и денонсировал договоры, заключённые с иностранными государствами;
  - оглашал назначение и отзыв дипломатических представителей, аккредитованных в других государствах;
  - принимал верительные и отзывные грамоты дипломатических представителей иностранных государств.
  - имел право издавать указы[4].

## Упразднение
В 1998 году в Конституцию КНДР были внесены поправки, после чего должность Президента была упразднена — вместо неё вводился почетный титул Вечного Президента КНДР, который и до настоящего времени формально принадлежит Ким Ир Сену.